# Etiópia nos Jogos Olímpicos de Verão de 2024
Etiópia participou dos Jogos Olímpicos de Verão de 2024, realizados em Paris, na França. Foi a 15.ª aparição do país nos Jogos Olímpicos de Verão desde a estreia em Melbourne 1956, sendo representado por 33 atletas que competiram no atletismo e natação.
Foram quatro medalhas conquistadas pela delegação, todas no atletismo, sendo uma de ouro com Tamirat Tola na maratona masculina, e três de prata, com Berihu Aregawi nos 10000 metros masculino, Tsige Duguma nos 800 m feminino e Tigst Assefa na maratona feminina.

## Medalhas
| Atleta         | Esporte   | Evento             | Medalha |
| -------------- | --------- | ------------------ | ------- |
| Tamirat Tola   | Atletismo | Maratona masculina | Ouro    |
| Berihu Aregawi | Atletismo | 10000 m masculino  | Prata   |
| Tsige Duguma   | Atletismo | 800 m feminino     | Prata   |
| Tigst Assefa   | Atletismo | Maratona feminina  | Prata   |

## Competidores
Esta foi a participação por modalidade nesta edição:
| Esporte   | Masculino | Feminino | Total |
| --------- | --------- | -------- | ----- |
| Atletismo | 16        | 16       | 32    |
| Natação   | 0         | 1        | 1     |
| Total     | 16        | 17       | 33    |

## Desempenho

### Atletismo
- Q = Qualificado para a próxima fase
- q = Qualificado para a próxima fase como o perdedor mais rápido ou, em eventos de campo, pela posição sem atingir o alvo para qualificação
- N/A = Fase não aplicável para o evento
- Bye = Atleta não precisou disputar aquela fase

Masculino
Eventos de pista e estrada
| Atleta          | Evento                | Baterias | Baterias | Repescagem | Repescagem | Semifinal   | Semifinal   | Final       | Final            | Ref.        |
| Atleta          | Evento                | Tempo    | Pos.     | Tempo      | Pos.       | Tempo       | Pos.        | Tempo       | Pos.             | Ref.        |
| --------------- | --------------------- | -------- | -------- | ---------- | ---------- | ----------- | ----------- | ----------- | ---------------- | ----------- |
| Abdisa Fayisa   | 1500 m                | 3:39.67  | 14       | 3:36.82    | 10         | Não avançou | Não avançou | Não avançou | Não avançou      | [ 5 ]       |
| Samuel Tefera   | 1500 m                | 3:37.34  | 6 Q      | Bye        | Bye        | 3:33.02     | 9           | Não avançou | Não avançou      | [ 6 ] [ 7 ] |
| Ermias Girma    | 1500 m                | 3:35.21  | 1 Q      | Bye        | Bye        | 3:40.27     | 12          | Não avançou | Não avançou      | [ 8 ]       |
| Hagos Gebrhiwet | 5000 m                | 14:08.18 | 2 Q      | N/A        | N/A        | N/A         | N/A         | 13:15.32    | 5                | [ 9 ]       |
| Biniam Mehary   | 5000 m                | 13:51.82 | 2 Q      | N/A        | N/A        | N/A         | N/A         | 13:15.99    | 6                | [ 10 ]      |
| Addisu Yihune   | 5000 m                | 13:52.62 | 8 Q      | N/A        | N/A        | N/A         | N/A         | 13:22.33    | 14               | [ 11 ]      |
| Lamecha Girma   | 3000 m com obstáculos | 8:23.89  | 1 Q      | N/A        | N/A        | N/A         | N/A         | DNF         | DNF              | [ 12 ]      |
| Getnet Wale     | 3000 m com obstáculos | 8:18.25  | 3 Q      | N/A        | N/A        | N/A         | N/A         | 8:12.33     | 9                | [ 13 ]      |
| Samuel Firewu   | 3000 m com obstáculos | 8:11.61  | 2 Q      | N/A        | N/A        | N/A         | N/A         | 8:08.87     | 6                | [ 14 ]      |
| Yomif Kejelcha  | 10000 m               | N/A      | N/A      | N/A        | N/A        | N/A         | N/A         | 26:44.02    | 6                | [ 15 ]      |
| Berihu Aregawi  | 10000 m               | N/A      | N/A      | N/A        | N/A        | N/A         | N/A         | 26:43.44    | Medalha de prata | [ 16 ]      |
| Selemon Barega  | 10000 m               | N/A      | N/A      | N/A        | N/A        | N/A         | N/A         | 26:44.48    | 7                | [ 17 ]      |
| Kenenisa Bekele | Maratona              | N/A      | N/A      | N/A        | N/A        | N/A         | N/A         | 2:12:24     | 39               | [ 18 ]      |
| Tamirat Tola    | Maratona              | N/A      | N/A      | N/A        | N/A        | N/A         | N/A         | 2:06:26     | Medalha de ouro  | [ 19 ]      |
| Deresa Geleta   | Maratona              | N/A      | N/A      | N/A        | N/A        | N/A         | N/A         | 2:07:31     | 5                | [ 20 ]      |
| Misgana Wakuma  | 20 km marcha          | N/A      | N/A      | N/A        | N/A        | N/A         | N/A         | 1:19:31     | 6                | [ 21 ]      |

Feminino
Eventos de pista e estrada
| Atleta                | Evento                | Baterias | Baterias | Repescagem | Repescagem | Semifinal   | Semifinal   | Final       | Final            | Ref.                 |
| Atleta                | Evento                | Tempo    | Pos.     | Tempo      | Pos.       | Tempo       | Pos.        | Tempo       | Pos.             | Ref.                 |
| --------------------- | --------------------- | -------- | -------- | ---------- | ---------- | ----------- | ----------- | ----------- | ---------------- | -------------------- |
| Worknesh Mesele       | 800 m                 | 1:58.07  | 1 Q      | Bye        | Bye        | 1:58.06     | 2 Q         | 1:58.28     | 6                | [ 22 ]               |
| Habitam Alemu         | 800 m                 | 2:02.19  | 7        | 2:02.73    | 6          | Não avançou | Não avançou | Não avançou | Não avançou      | [ 23 ]               |
| Tsige Duguma          | 800 m                 | 1:57.90  | 1 Q      | Bye        | Bye        | 1:57.47     | 1 Q         | 1:57.15     | Medalha de prata | [ 24 ]               |
| Gudaf Tsegay          | 1500 m                | 3:58.84  | 1 Q      | Bye        | Bye        | 3:56.41     | 4 Q         | 4:01.27     | 12               | [ 25 ]               |
| Diribe Welteji        | 1500 m                | 3:59.73  | 1 Q      | Bye        | Bye        | 3:55.10     | 1 Q         | 3:52.75     | 4                | [ 26 ] [ 27 ] [ 28 ] |
| Birke Haylom          | 1500 m                | 4:07.15  | 13       | 4:01.47    | 1 Q        | 4:03.11     | 10          | Não avançou | Não avançou      | [ 29 ]               |
| Gudaf Tsegay          | 5000 m                | 14:57.84 | 5 Q      | N/A        | N/A        | N/A         | N/A         | 14:45.21    | 9                | [ 25 ]               |
| Ejgayehu Taye         | 5000 m                | 14:57.97 | 6 Q      | N/A        | N/A        | N/A         | N/A         | 14:32.98    | 6                | [ 30 ] [ 31 ]        |
| Medina Eisa           | 5000 m                | 15:00.82 | 2 Q      | N/A        | N/A        | N/A         | N/A         | 14:35.43    | 7                | [ 32 ]               |
| Sembo Almayew         | 3000 m com obstáculos | 9:15.42  | 2 Q      | N/A        | N/A        | N/A         | N/A         | 9:00.83     | 5                | [ 33 ]               |
| Lomi Muleta           | 3000 m com obstáculos | 9:10.73  | 5 Q      | N/A        | N/A        | N/A         | N/A         | 9:06.07     | 8                | [ 34 ]               |
| Gudaf Tsegay          | 10000 m               | N/A      | N/A      | N/A        | N/A        | N/A         | N/A         | 30:45.04    | 6                | [ 25 ]               |
| Fotyen Tesfay         | 10000 m               | N/A      | N/A      | N/A        | N/A        | N/A         | N/A         | 30:46.93    | 7                | [ 35 ]               |
| Tsigie Gebreselama    | 10000 m               | N/A      | N/A      | N/A        | N/A        | N/A         | N/A         | 30:54.57    | 10               | [ 36 ]               |
| Tigst Assefa          | Maratona              | N/A      | N/A      | N/A        | N/A        | N/A         | N/A         | 2:22:58     | Medalha de prata | [ 37 ]               |
| Alemu Megertu         | Maratona              | N/A      | N/A      | N/A        | N/A        | N/A         | N/A         | DNF         | DNF              | [ 38 ]               |
| Amane Beriso Shankule | Maratona              | N/A      | N/A      | N/A        | N/A        | N/A         | N/A         | 2:23:57     | 5                | [ 39 ]               |

### Natação
Feminino
| Atleta              | Evento     | Eliminatórias | Eliminatórias | Semifinal   | Semifinal   | Final       | Final       | Ref.   |
| Atleta              | Evento     | Tempo         | Pos.          | Tempo       | Pos.        | Tempo       | Pos.        | Ref.   |
| ------------------- | ---------- | ------------- | ------------- | ----------- | ----------- | ----------- | ----------- | ------ |
| Lina Alemayehu Selo | 50 m livre | 31.87         | 68            | Não avançou | Não avançou | Não avançou | Não avançou | [ 40 ] |